# Conacul Bornemisza din Buza
Conacul Bornemisza din Buza, județul Cluj este înscris pe lista monumentelor istorice din județul Cluj elaborată de Ministerul Culturii și Patrimoniului Național din România în anul 2010, cu cod LMI CJ-II-m-B-07541. 

## Istoric
A fost construit în secolul al XIX-lea și poartă numele fostului proprietar. 
În prezent (2010) este folosit ca magazin sătesc.